# Русификация на Беларус
Русификацията на Беларус (на беларуски: Русіфікацыя Беларусі също маскаліза́цыя) е набор от действия и условия, насочени към укрепване на руското национално политическо превъзходство сред беларусите чрез прехвърляне на лица от неруска националност към руския език и руската култура с последващата им асимилация 
Русификацията е дългогодишна политика на руските режими, която датира от Руската империя, след това е възобновена при Съветския съюз и продължава при режима на проруския президент Александър Лукашенко .

## Хронология
- 1764. Инструкция на Екатерина II за русификация на Украйна, Смоленск (етническа беларуска територия), балтийските държави и Финландия [3]
- 1772. След първото разделяне на Жечпосполита част от етническите беларуски земи стават част от Руската империя [4] [5]. Екатерина II подписва указ, според който всички губернатори на анексираните територии са задължени да правят своите присъди, укази и заповеди само на руски език. Започна и поробване на местното население: около половин милион преди това свободни беларуси станаха собственост на руски благородници [6].
- 1773. Екатерина II подписва друга заповед „За създаването на местни съдилища“, която отново предвижда задължително използване изключително на руски език в архивите
- 1787. Екатерина II постановява, че религиозните книги могат да се отпечатват в Руската империя само в издателства, подчинени на Синода на Руската православна църква. В резултат на това е забранена и дейността на гръкокатолическите печатари [7]
- 1794. Въстанието на Костюшка е потушено от войските на Александър Суворов, той получава като награда 25 000 беларуски крепостни [8]
- 1795. Русия официално отрича съществуването на беларуска нация и независим беларуски език. Започнаха масови арести на местни беларуски политици и замяната им с руски [9]
- 1825. След идването на власт на император Николай I въстание от 1830-1831 г. е потушено [10]
- 1831. Създаване на специален "Западен комитет", чиято задача беше "сравнение в цялата западна територия с вътрешните провинции на Велика Русия". Министърът на вътрешните работи на Руската империя Петро Валуев изготви за горепосочената комисия „Специален очерк за средствата за русификация на Западния край“ (Очерк о средствах обрусения Западного к рая) [11]

- 1832. Извършена е масова ликвидация на гръкокатолическите и базилианските училища, които предпочитат беларуския език и култура. Контролът върху образованието от страна на Руската православна църква се увеличи [12] [13]
- 1840. Николай I издава указ, според който се забранява използването на думите "Беларус" и "белоруси" в официални документи. Страната е наречена "Северо-Западен регион" (руск. Северо-Западный край)[14]
- 1852. С ликвидирането на гръкокатолическата църква започва масовото унищожаване на беларуската религиозна литература. Да, Йосип Семашко е бил личен свидетел на изгарянето на 1295 книги, намерени в беларуски църкви. В мемоарите си той гордо съобщава, че през следващите три години две хиляди тома белоруски книги са изгорени по негова заповед [15] [16].

- 1864. Генерал-губернатор на „Северо-Западния край“ става Михаил Муравьов-Виленски (1796-1866), известен с издевателствата си над беларуското население [17]. Обръща специално внимание на образованието, става известен девизът на Муравьов: „Това, което не довърши руският щик, ще довършат руското училище и църква" [18] [13] [19]
- 1900. Министерството на просвещението на Руската империя поставя следната задача пред всички училища в страната: „децата от различни националности да получат чисто руска ориентация и да се подготвят за пълно сливане с руската нация“ [20]
- 1914. Беларуският народ не е споменат в резолюциите на Първия руски конгрес за национално образование, в който са изброени голям брой народи от Руската империя, на чиито деца е предложено обучение на национални езици. Като цяло през целия период на неговото управление в Беларус руските власти не позволиха откриването на нито едно беларуско училище [21] [22].
- 1929. Краят на политиката на „беларусизация“, началото на масовите политически репресии [23]
- 1930. В СССР под прикритието на „борбата с религията“ започва масово унищожаване на уникални архитектурни паметници. По заповед на съветските власти древните манастири във Витебск, Орша и Полоцк са унищожени [24] [25]
- 1937. По заповед на съветските власти всички представители на тогавашната беларуска интелигенция са разстреляни и останките им са погребани на територията на Куропатите [26]
- 1942. Янка Купала, класик на беларуската литература, е убит от съветските специални служби, докато е в Москва
- 1948. Олеся Фурс, активистка на националноосвободителното движение, е осъдена на 25 години затвор за показване на беларуския герб „Пагония“ [27]

- 1960. След Втората световна война, под прикритието на генерални планове за възстановяване и реконструкция на градове, унищожаването на архитектурни паметници продължава. Беларусите претърпяха най-големи загуби по отношение на архитектурното наследство през 60-те и 70-те години на ХХ век [28]
- 1995. След идването на власт на Александър Лукашенко държавните символи на Беларус - бяло-червено-бялото знаме и историческият герб на Пагония - бяха заменени с модифицирани съветски символи, а националният химн също беше заменен. Освен това руският език получи статут на втори държавен език (руският език се използва във всички образователни институции и в средствата за масова информация), според ЮНЕСКО беларуският език е застрашен от изчезване [29]